# Diospyros calophylla
Diospyros calophylla är en tvåhjärtbladig växtart som beskrevs av William Philip Hiern. Diospyros calophylla ingår i släktet Diospyros och familjen Ebenaceae. Inga underarter finns listade i Catalogue of Life.